# Flacourtiaceae
Flacourtiaceae is een botanische naam in de rang van familie. Een familie onder deze naam wordt vrijwel universeel erkend door systemen voor plantentaxonomie, inclusief het APG-systeem (1998).
Het APG II-systeem (2003) erkent deze familie echter niet en verdeelt de betreffende planten over andere families, voornamelijk de familie Achariaceae en de sterk uitgebreide familie Salicaceae. Echter, het ToLweb [5 dec 2007] vindt dat een deel van de Flacourtiaceae apart gehouden hoort te worden (dus niet ingevoegd bij de Salicaceae), en dan de familie Samydaceae moet vormen.
Het gaat om een middelgrote familie van houtige planten, in de tropen.
In het Cronquist-systeem (1981) is de plaatsing van de familie in een orde Violales.